# Eulaceura manipuriensis
Eulaceura manipuriensis är en fjärilsart som beskrevs av Robert Christopher Tytler 1915. Eulaceura manipuriensis ingår i släktet Eulaceura och familjen praktfjärilar. Inga underarter finns listade i Catalogue of Life.